# Босанска-Крупа
Босанска-Крупа (босн. Bosanska Krupa, серб. Босанска Крупа, хорв. Bosanska Krupa) — город в северо-западной части Боснии и Герцеговины. Входит в состав Федерации Боснии и Герцеговины. Административный центр одноимённой общины в Унско-Санском кантоне.

## География
Город расположен в долине реки Уна, в центральной части одноимённой общины, в восточной части Унско-Санского кантона. Площадь города составляет 105 км2.
Расположен в предгорной территории. Рельеф местности представляет собой холмистые земли, окружённые хребтами. Основная часть города расположена в пониженной части в дельте реки Уна. Средняя высота на территории города составляет 177 метра над уровнем моря. Абсолютная высота превышает 320 метров.
Через город протекают реки Уна и Кружница, являющиеся главной водной артерией города.
Климат переходный от умеренного к субтропическому. Среднегодовое количество осадков составляет 723 мм. В феврале при резком перепаде температур дуют сильные ветры.

## История
В средневековье город входил в состав Хорватского королевства.
При походе османских войск на Вену город был захвачен турками и постепенно в нём начал распространяться ислам, который в последующем стал доминирующей религией в городе.

## Население
В 1991 году население города составляло 14 416 человек. На 2013 год в городе проживает 11 514 человек.
| год переписи | 1991.           | 1981.           | 1971.           |
| боснийцы     | 9.519 (66,03 %) | 6.858 (56,88 %) | 6.070 (67,63 %) |
| сербы        | 4.044 (28,05 %) | 3.142 (26,06 %) | 2.433 (27,11 %) |
| хорваты      | 102 (0,70 %)    | 109 (0,90 %)    | 202 (2,25 %)    |
| югославы     | 551 (3,82 %)    | 1.764 (14,63 %) | 183 (2,03 %)    |
| другие       | 200 (1,38 %)    | 182 (1,50 %)    | 86 (0,95 %)     |
| всего        | 14.416          | 12.055          | 8.974           |

## Галерея

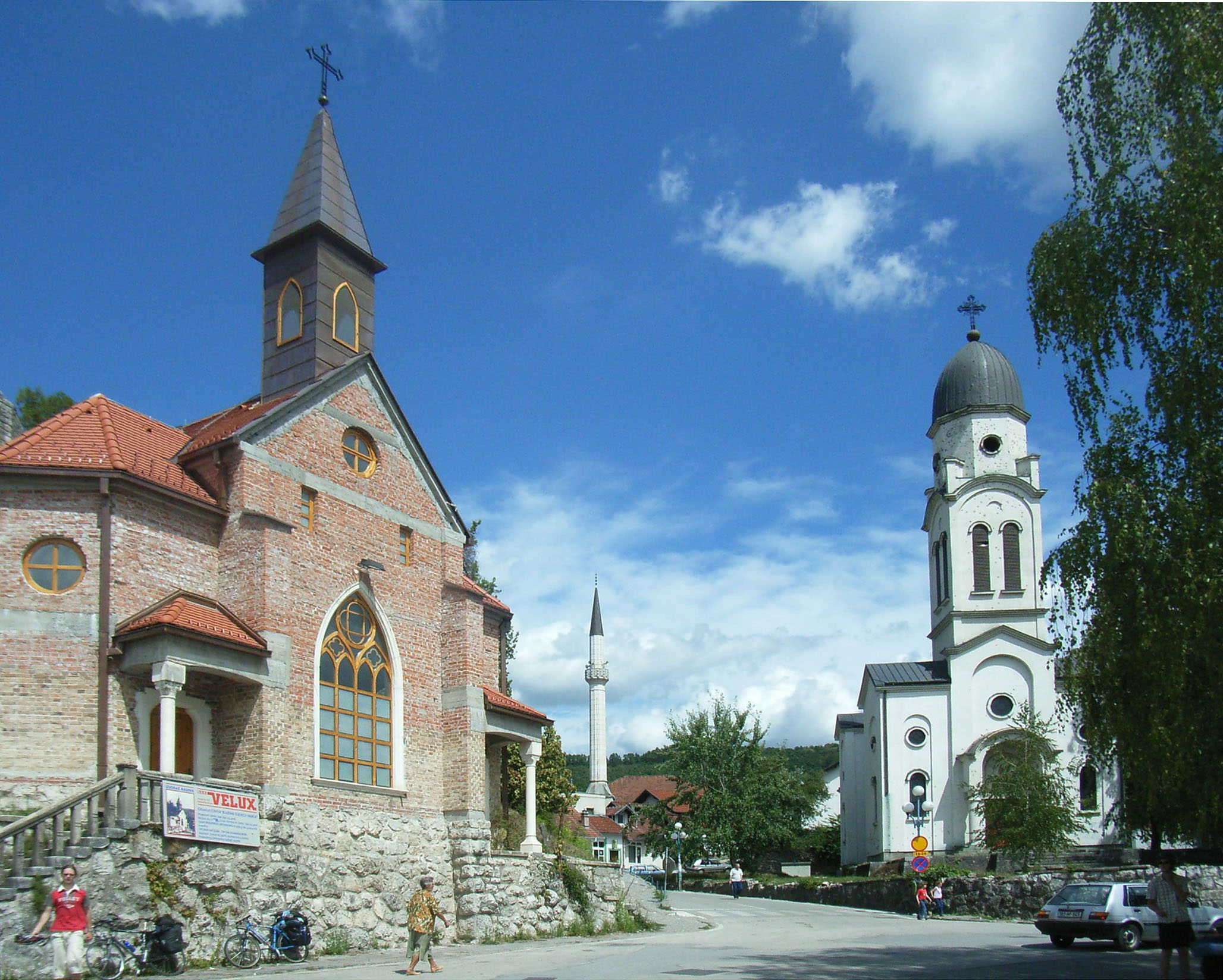
Католический храм, мечеть и православная церковь города
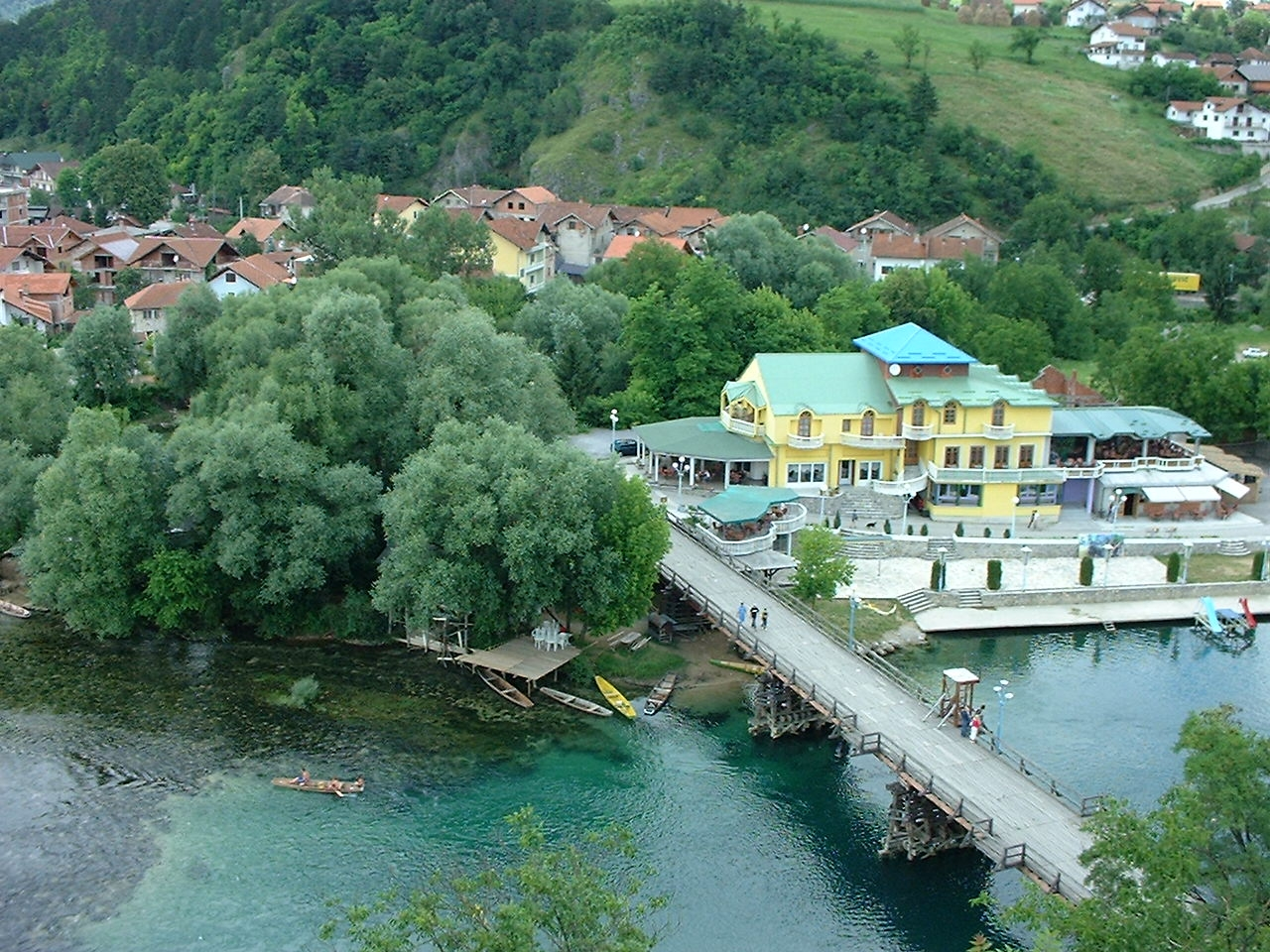
Деревянный мост через реку Уна
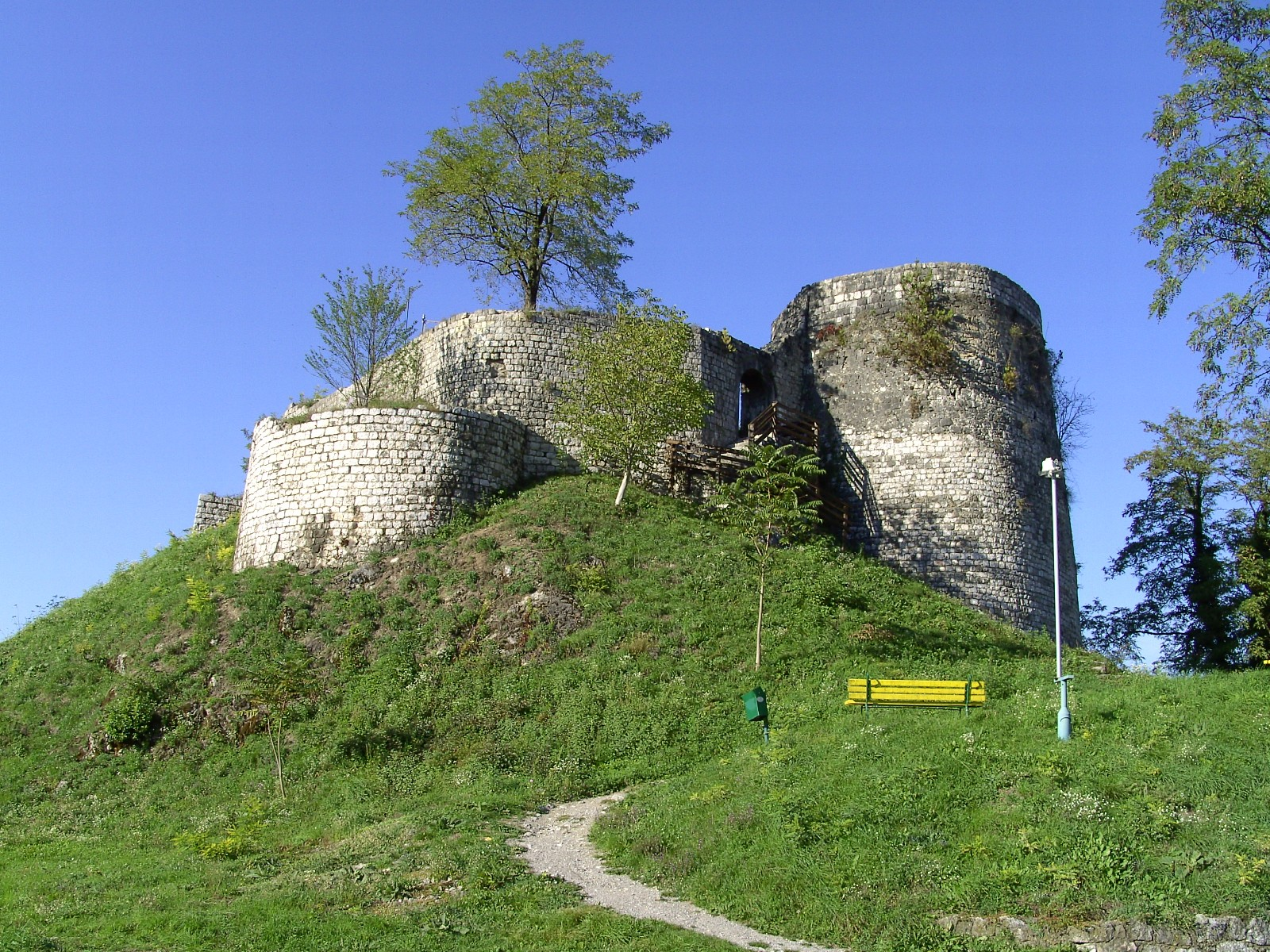
Старая крепость у города
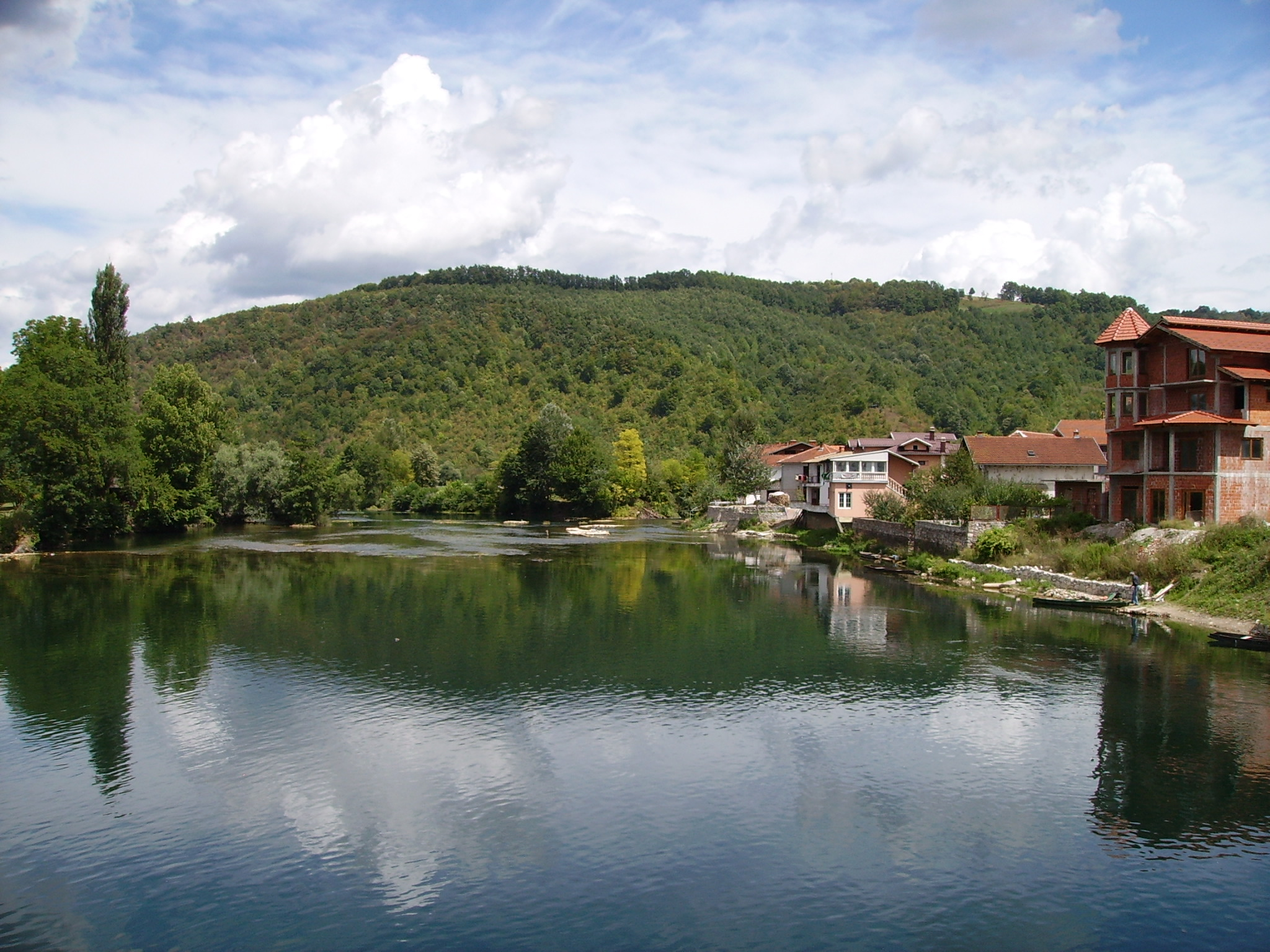
Река Уна в пределах города
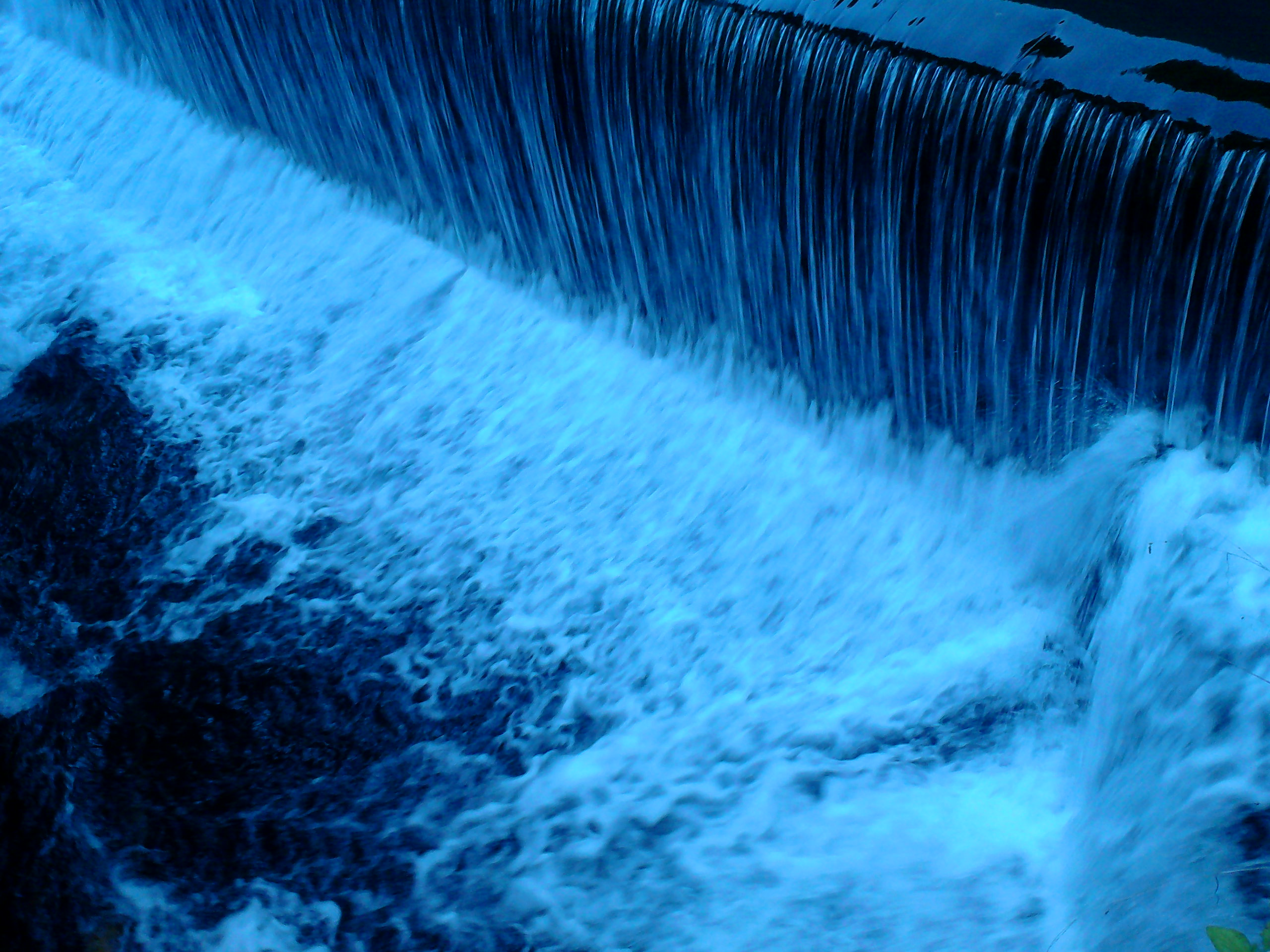
Река Кружница в пределах города